# Tardáguila
Tardáguila est une commune de la province de Salamanque dans la communauté autonome de Castille-et-León en Espagne.

## Sites et patrimoine
- Église paroissiale de Tardáguila
- Chapelle de San Andrés

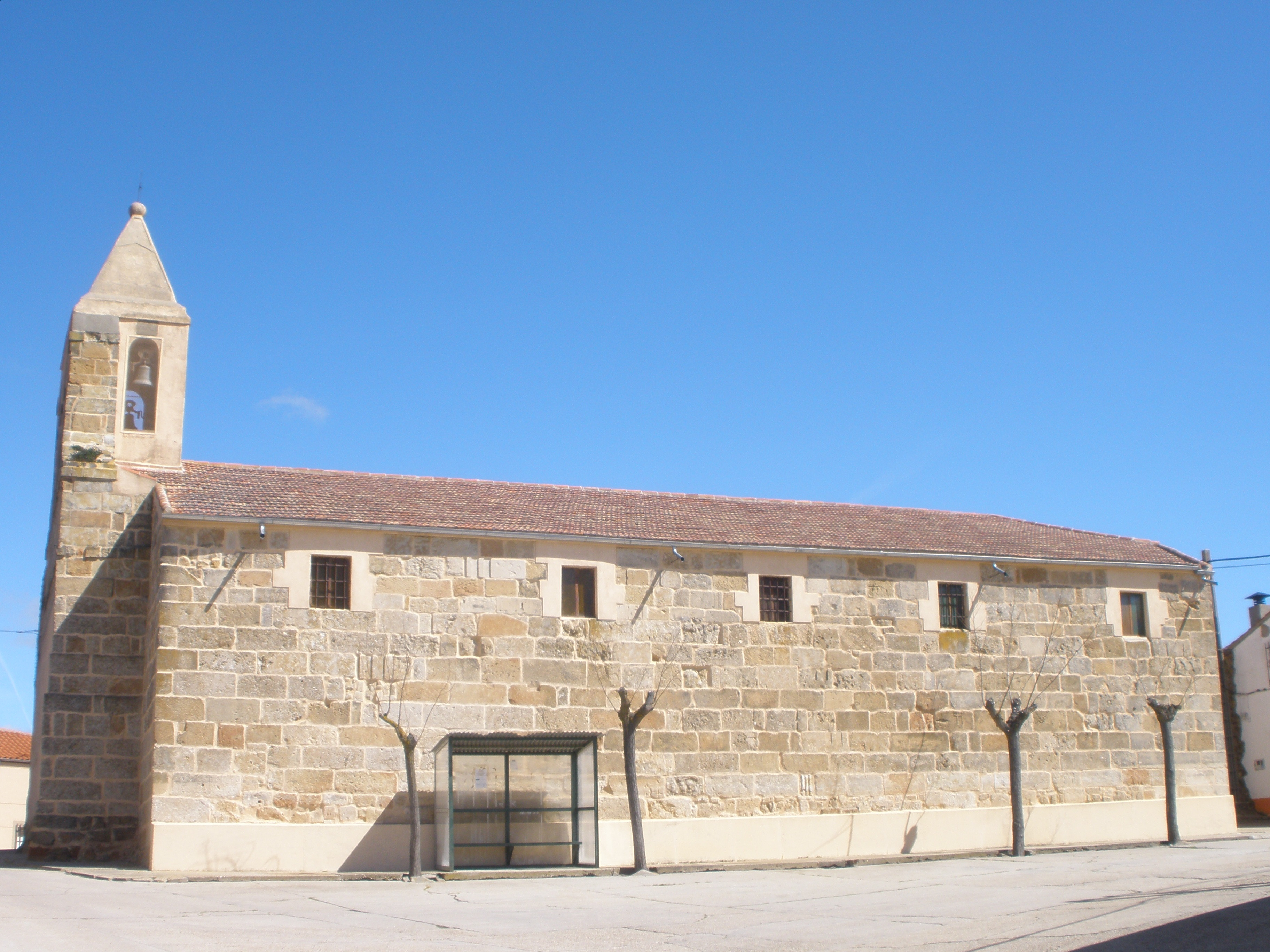
Église paroissiale
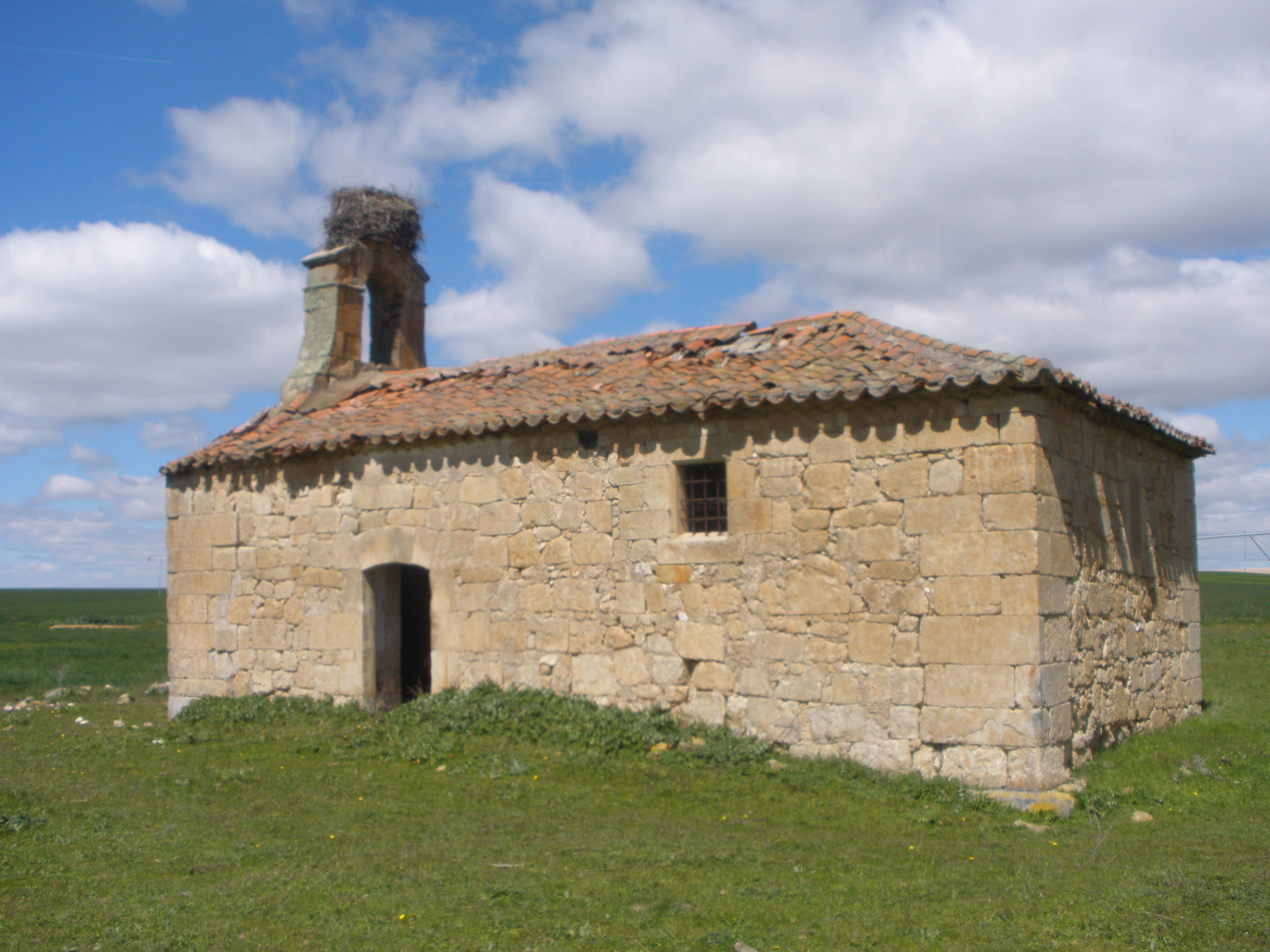
Chapelle de San Andrés